# Dalrympelea
Dalrympelea, biljni rod iz porodice Klokočevki (Staphyleaceae). Postoji osam priznatih vrsta u tropskoj Aziji

## Vrste
1. Dalrympelea borneensis (Merr. & L.M.Perry) Nor-Ezzaw.
2. Dalrympelea calciphila (J.T.Pereira) Nor-Ezzaw.
3. Dalrympelea grandis (B.L.Linden) Nor-Ezzaw.
4. Dalrympelea nitida (Merr. & L.M.Perry) Nor-Ezzaw.
5. Dalrympelea pomifera Roxb.
6. Dalrympelea sphaerocarpa (Hassk.) Nor-Ezzaw.
7. Dalrympelea stipulacea (B.L.Linden) Nor-Ezzaw.
8. Dalrympelea trifoliata (Ridl.) Nor-Ezzaw.